# Scorzonera dianthoides
Scorzonera dianthoides là một loài thực vật có hoa trong họ Cúc. Loài này được (Lipsch. & Krasch.) Lipsch. miêu tả khoa học đầu tiên năm 1964.